# ジョヴァンニ安東
ジョヴァンニ安東（ジョヴァンニあんどう、Jovanni Ando、1962年11月1日  -）は、岩手県一関市出身、盛岡市在住の芸術家（サイバーゲージツ家）。モリオーネ美術水族館代表。
岩手県立一関第一高等学校普通科、和光大学人文学部芸術学科卒業。血液型はAB型。安東秀衡（あんどう ひでひら）の名でも活動をする。青森や岩手の私設美術水族館で自らの絵画やペットの熱帯魚等を展示、地域に無料開放し話題となる。輸入が途絶え、日本で姿を消したアクアペットの古代貝（ホルン貝）を「アンモナイトスネイル」と名付けて全国に再び広めた。また熱帯魚、特にアフリカ・マラウイ湖原産アフリカンシクリッドのブリーダーとして、より美しく、より丈夫で、より安い魚の国産化を図り、改良品種の魚を次々と発表し、東南アジアや熱帯魚先進国ドイツに劣らぬ良魚を多数世に送り出している。

## 人物
中学校時代、日本の美術教育の最高レベルの賞である佐武賞を受賞した照井とし子から宮沢賢治的生き方を学び、大きな影響を受ける。授業で描いた「自画像」が中学2年美術教科書（日本文教出版）に掲載される。
大学では画家ゴッホや中世ヨーロッパ美術を学び、絵本専門学校に通い、影絵作家、藤城清治から影絵を学ぶ。その後、藤城清治の影絵劇団「ジュヌ・パントル」のライバル劇団でもある横浜の影絵劇団かかし座に入り、全国巡回公演に同行。
宮沢賢治の生き方に憧れ、美術教師・照井とし子の跡を継ごうと岩手県公立中学校美術科教員を3年、岩手県公立小学校教員を8年勤務。自ら脚本を書き、生徒・児童と共に独自の創作人間影絵劇を多数発表。岩手県公立学校教員を退職後、青森県公立中学校美術科教員を3年勤務。
つがる市木造大湯町に東日流（つがる）美術水族館を建て、数千匹の熱帯魚や爬虫類（大きなワニやカメ等）のペットや自ら描いた絵画やコレクション、切り絵を展示し、地域に無料開放、テレビ、新聞、雑誌等マスコミで話題になる。
青森県青森市や岩手県奥州市前沢区で画廊＆ペットショップ（熱帯魚、爬虫類等）を開き、一時、講師として中学校に復帰した後、盛岡市（宮沢賢治青春の地）に移る。
自らを「サイバーゲージツ家」と称し、ジョヴァンニ安東という名前で、主にインターネット上で多岐に渡って芸術活動をする。「ジョヴァンニ」とは宮沢賢治の「銀河鉄道の夜」の主人公、「安東」とは、中世の奥州平泉を支えた青森県津軽地方の国際貿易港・十三湊（とさみなと）で活躍した「安東水軍」（安東氏の起源は岩手から青森に渡った安倍貞任の子、高星の後裔）を意味している。
脚本家、演出家、影絵作家として演劇活動、作詞家、歌手、自ら演奏する音楽活動、詩人、写真家、教育家、童話作家、エッセイスト、熱帯魚]やエビ（動く芸術作品）のブリーダー等、その顔は美術家や芸術家では表現しきれない「サイバーゲージツ家」という新しいジャンルを生んだ。現代の宮沢賢治的生き方を目指し、ペットや芸術活動を通して人と人のつながり、地域連帯、現代の羅須地人協会的精神「ほんとうのさいわい」を広めようと活動する。具体的には「格差社会の是正」を求めて政治的言動もブログで積極的に発信している。
また、学校教育における図工・美術科授業の削減と軽視を憂い、児童・生徒の図工・美術作品の芸術としての価値を高く評価し、児童文化の啓蒙活動を積極的に行っている。2016年には、高校非常勤講師として指導した生徒の影絵作品集サイトを開き、公開している。

## 主な作品
- 放蕩息子の帰還（影絵）
- もしも私が天使だったら（影絵）
- 兵士の夢 幻の都シオン（貼り切り絵）
- 流浪の民 東日流十三湊へ（貼り切り絵）
- 日高見の国 イーハトーヴ（貼り切り絵）
- COCORO（水彩）
- 粉雪（CG）
- 弥栄の四季（1993年きりえ大壁画）岩手県一関市立弥栄小学校6年生卒業制作指導

## 影絵劇作品（脚本・演出）
- タノハタアンナイト・三つの願いごと　1988年岩手県田野畑村立田野畑中学校1年生制作・発表
- 怪獣のバラード　1990年岩手県岩泉町立大川小学校6年生制作・発表
- 日高見伝説・アテルイの涙　1992年岩手県一関市立弥栄小学校6年生制作・発表
- 海底都市イーハトーヴ それからのジョバンニ　1994年岩手県一関市立弥栄小学校3年生制作・発表
- 十三の砂山伝説〜帰ってきた浦島太郎　1996年岩手県一関市立弥栄小学校1年生制作・発表

## 音楽分野における安東の足跡
安東の専門分野は美術や影絵ではあるが、彼の描く絵画はドラマチックであり、物語性が感じられ、音楽的要素が常にベースとなっている。その絵画と音楽の融合の延長線で演劇家・脚本家としての安東がある。一関小学校6年生時、選抜合唱部員（5・6年女子数十人の中、学年唯一人の男子ボーイソプラノ）として岩手県大会入賞。一関第一高校時代は音楽部（合唱部）で岩手県大会金賞、知事賞、全国最高レベルの東北大会で銀賞、銅賞。和光大学のサークル児童文化研究会で毎日歌ったり踊ったりした経験が教員時代に開花する。岩手県中学校教員時代には地元の村の合唱団で歌い指揮者も務めた。彼は岩手県の小中学校教員時代に多くの歌を児童と共に歌い、曲を演奏・編曲・作詞したものをテープに数十曲記録していて、その音楽を自らの影絵作品や写真を使って動画としてネットで発表している。以下はその動画の紹介（YouTubeアップ済のみ）である。
- 「陽気に生きようこの人生をさ」Instrumental　作詞＆作曲：宮沢勝之、アレンジ＆演奏：ジョヴァンニ安東
- 「陽気に生きようこの人生をさ」　作詞＆作曲：宮沢勝之、アレンジ＆演奏：ジョヴァンニ安東、歌：平成6年度岩手県一関市立弥栄小学校3年生
- 「クリスマスの夜」Instrumental　作詞＆作曲：岡村孝子、アレンジ＆演奏：ジョヴァンニ安東
- 「ff（フォルティシモ）」　作詞：松尾由紀夫、作曲・編曲：蓑輪単志、伴奏＆合唱：ジョヴァンニ安東
- 「贈る言葉」　作詞：武田鉄矢 、作曲：千葉和臣、演奏＆歌：ジョヴァンニ安東
- 「贈る言葉」　作詞：武田鉄矢 、作曲：千葉和臣、演奏＆歌：ジョヴァンニ安東、歌：平成2年度岩手県岩泉町立大川小学校6年生
- 「青空のすみっこ」　作詞：谷川俊太郎 、作曲：寺島尚彦、伴奏：ジョヴァンニ安東
- 「青空のすみっこ」　作詞：谷川俊太郎 、作曲：寺島尚彦、伴奏＆合唱：ジョヴァンニ安東
- 「バラはあこがれ　Japanesque chanson」（「Gilbert Becaud - L'important c'est la rose」より）　訳詞：早川清至、パーカッション＆歌＆作詞4番：ジョヴァンニ安東
- 「主見まもり給う」Instrumental（現代の讃美歌〜米国LDS歌より）　演奏：ジョヴァンニ安東〜自ら作詞（「主見まもり給う〜わが主よ、導き給え」）もしている
- 「赤い花 白い花」　作詞・作曲：中林ミエ、伴奏＆合唱：ジョヴァンニ安東
- 「ポラーノの広場」　作詞：宮沢賢治、伴奏＆歌：ジョヴァンニ安東、歌：平成2年度岩手県岩泉町立大川小学校6年生
- 「真夜中のギター」　作詞：吉岡治、作曲：河村利夫、伴奏＆合唱：ジョヴァンニ安東
- 「日は暮れ（Abide with me）」（讃美歌）　歌：ジョヴァンニ安東
- 「おどるポンポコリン」Instrumental　作曲・編曲：織田哲郎、伴奏：ジョヴァンニ安東
- 「涙をこえて」　作詞：かぜ耕士、作曲：中村八大、伴奏＆合唱：ジョヴァンニ安東

## メディア出演
- 写真週刊誌「FOCUS」1998年9月16日号掲載「へいせい動物記345 中学校の先生が自宅で開いた水族館」
- RAB（青森放送テレビ／日本テレビ系）「ニュースレーダー」東日流美術水族館取材
- RAB「生テレビ」（青森放送番組）東日流美術水族館取材、生出演
- ATV（青森テレビ／TBS系）「おはようクジラ」東日流美術水族館取材、生出演、1999年1月29日放映
- ATV「ニュースワイド」東日流美術水族館取材、
- ABA（青森朝日放送／テレビ朝日系）「発見！あおもり」（青森放送番組）東日流美術水族館取材、生出演、1999年4月24日放映
- テレビ岩手（日本テレビ系）「いわて特盛5きげんテレビ」いち押しの店・イーハトーヴ美術水族館ジョヴァンニノ家取材、2004年9月30日放映
- 岩手朝日テレビ「楽茶間〜ラクティマ」口コミ探訪より道マップ前沢町・イーハトーヴ美術水族館ジョヴァンニノ家取材、2005年5月7日放映
- IBC岩手放送（TBS系）「じゃじゃじゃTV」珍ホビー万歳、イーハトーヴ美術水族館ジョヴァンニノ家取材、生出演、2005年8月27日放映
- めんこいテレビ（フジテレビ系）「山・海・漬」水族館特集、イーハトーヴ美術水族館ジョヴァンニノ家取材、2006年8月19日放映
- IBC岩手放送（TBS系）「じゃじゃじゃTV」街角おもしろ博物館、モリオーネ美術水族館取材、2014年5月24日放映

　他、新聞、雑誌、テレビ等で多数紹介される